# Милутин Зечевић
Др Милутин Зечевић (Баре Краљске, код Колашина, 1. децембар 1910 — Скела, код Обреновца, 15. август 1941) био је лекар.

## Биографија
Рођен је 1. децембра 1910. године у селу Баре Краљске, код Колашина. Радио је као лекар у Београду. Био је члан Комунистичке партије Југославије од 1937. године.
Године 1941. је радио на организовању покрета отпора у окупираном Београду. Био је ухапшен од стране Специјалне полиције 23. јула 1941. године. Најпре је био затворен у затвору на Обилићевом венцу, а потом пребачен у логор Бањицу.
Заједно са групом од 42 логораша био је одведен у Скелу, где су стрељани 15. августа у одмазди због партизанског напада на село. Заједно са њим стрељан је и шпански добровољац Мате Видаковић.
У знак сећања на њега, једна улица у Београду, на Општини Врачар носи његово име.